# Leioscapheus variegatus
Leioscapheus variegatus är en insektsart som beskrevs av Bruner, L. 1908. Leioscapheus variegatus ingår i släktet Leioscapheus och familjen gräshoppor. Inga underarter finns listade i Catalogue of Life.